# NWA International Heavyweight Championship
Die NWA International Heavyweight Championship war ein Wrestlingtitel für Einzelwrestler, der von der National Wrestling Alliance vergeben wurde. Er wurde 1957 vergeben und diente auch als Zeichen der Partnerschaft mit der Japan Pro Wrestling Alliance und später mit All Japan Pro Wrestling. Er wurde 1989 zusammen mit der PWF World Heavyweight Championship und der NWA United National  Championship zur AJPW Triple Crown Heavyweight Championship vereinigt. Wie alle Wrestlingtitel wurde er im Rahmen einer Storyline vergeben.

## Geschichte
Der Titel wurde im November 1957 von der NWA an Lou Thesz verliehen. Der Promoter Morris Sigel begründete diesen Titel mit einem Sieg über Antonino Rocca 1949 in Japan. Hintergrund war eine Europatournee von Thesz, der kurz vorher den NWA World Heavyweight Championship am Dick Hutton verloren hatte. Um seine Tour in Europa als Champion führen zu können, wurde der Titel eingeführt.
Am 27. August 1958 besiegte der japanische Wrestler Rikidōzan Thesz in einem Match. Thesz behauptete später, es habe sich nicht um ein Titelmatch gehandelt, und verteidigte den Titel in den USA weiter, während Rikidōzan in Japan als Champion gebucht wurde. Im Januar 1963 gewann Rikidōzan jedoch erneut gegen Thesz. Nur elf Monate später wurde der Titel vakant, nachdem Rikidōzan ermordet wurde.
Es sollte nicht die einzige Unregelmäßigkeit bleiben. Von 1965 bis 1972 dominierte Giant Baba das Titelgeschehen. Als dieser jedoch die Japan Pro Wrestling Alliance verließ, um All Japan Pro Wrestling zu gründen, wurde zunächst Bobo Brazil Champion, verlor aber den Titel kurz darauf an Ōhki Kintarō. Dieser nahm den Titel nach dem Ende der JWA mit nach Südkorea, wo er den Titel mehrere Jahre lang verteidigte. Als er 1981 kurze Zeit in Japan weilte, um den Titel bei International Wrestling Enterprises verteidigen, forderte die NWA den Titel zurück. Ab dann trat eine Regelmäßigkeit ein und der Titel wurde vor allem bei All Japan Pro Wrestling weiter verteidigt.
1989 vereinigte Jumbo Tsuruta nach einem Match gegen Stan Hansen den Titel zusammen mit dem PWF World Heavyweight Championship und der NWA United National Championship zur AJPW Triple Crown Heavyweight Championship, der seitdem als höchster Einzeltitel der von All Japan Pro Wrestling gilt.

## Design
Das Design des Titels änderte sich einmal. Der Originalgürtel ähnelte dem NWA World Heavyweight Championship-Gürtel der 1950er Jahre. Er war sehr viel dünner als die heutigen Wrestlinggürtel mit einer großen und zwei kleinen Platten, auf denen  Zeichnungen von Ringern gestanzt sind. Über der großen Platte befindet sich eine Krone.
Nach dem Tod von Rikidōzan wurde das Design überarbeitet und ähnelte nun dem in den AJPW Triple Crown Heavyweight Championship eingearbeiteten Motiv. Es hat vier Seitenplatten mit Perlen. Das Motiv der Frontplatte ist ein Adler auf einem Globus. Über dem Adler befindet sich eine schwebende Krone. Das Originalmotiv fand später Verwendung im Design der Gürtel der  PWF Heavyweight Championship sowie des UWF-International-Titels.
Zu Beginn des AJPW Triple Crown Heavyweight Championship blieb der Gürtel weiterhin in Verwendung. Die damaligen Triple Crown Champions traten zu Beginn mit allen drei Gürteln auf, ergänzt um eine Trophäe. Alle drei Gürtel wurden 2012 Giant Babas Witwe Motoko Baba überreicht, die AJPW nach dessen Tod weiterführte. Ein Hauptgrund war der schlechte Zustand aller drei Gürtel, die über die Jahre immer wieder als Waffe missbraucht wurden und drohten auseinanderzubrechen. Baba stellte die Gürtel in ihrem Haus aus.

## Liste der Titelträger
| #  | Wrestler       | Reign | Date              | Days held | Location                        | Event     | Notes | Ref.   |
| -- | -------------- | ----- | ----------------- | --------- | ------------------------------- | --------- | --- | ------ |
| 1  | Lou Thesz      | 1     | November 1957     | 299       |                                 |           | Thesz wurde der Titel verliehen, nachdem er die World Heavyweight Championship an Dick Hutton verloren hatte. Grundlage war ein Sieg gegen Antonino Rocca in 1949.                                                    |        |
| 2  | Rikidōzan      | 1     | 27. August 1958   | 2302      | Los Angeles, Vereinigte Staaten | Houseshow | Thesz behauptete, dass dieses Match kein Titelmatch war und verteidigte seinen Titel in den Vereinigten Staaten, bis er die NWA World Heavyweight Championship im Januar 1963 erhielt.                                |        |
| –  | Vakant         | -     | 15. Dezember 1963 | -         |                                 |           | Für vakant erklärt, nachdem Rikidōzan ermordet wurde. |        |
| 3  | Giant Baba     | 1     | 24. November 1965 | 944       | Osaka, Japan                    | Houseshow | Besiegte Dick the Bruiser in einem Match um den vakanten Titel. | [ 9 ]  |
| 4  | Bobo Brazil    | 1     | 25. Juni 1968     | 2         | Nagoya, Japan                   | Houseshow | |        |
| 5  | Giant Baba     | 2     | 27. Juni 1968     | 889       | Tokyo, Japan                    | Houseshow | |        |
| 6  | Gene Kiniski   | 1     | 3. Dezember 1970  | 16        | Osaka, Japan                    | Houseshow | |        |
| 7  | Giant Baba     | 3     | 19. Dezember 1970 | 623       | Los Angeles, Vereinigte Staaten | Houseshow | |        |
| –  | Vakant         | -     | 2. September 1972 | -         |                                 |           | Für vakant erklärt, nachdem Baba die Japan Wrestling Association verließ, um All Japan Pro Wrestling zu gründen. |        |
| 8  | Bobo Brazil    | 2     | 1. Dezember 1972  | 3         | Yokohama, Japan                 | Houseshow | Besiegte Kintaro Ohki in einen Match um den vakanten Titel |        |
| 9  | Kintaro Ohki   | 1     | 4. Dezember 1972  | 3052      | Hiroshima, Japan                | Houseshow | |        |
| –  | Vakant         | -     | 13. April 1981    | -         |                                 |           | Ohki nahm nach Schließung der JWA den Titel nach Südkorea, wo er ihn weiter verteidigte. Bei einem Besuch bei der IWE verlangte die NWA den Titel zurück.                                                             |        |
| 10 | Dory Funk, Jr. | 1     | 30. April 1981    | (71-130)  | Matsudo, Japan                  | Houseshow | Gewann ein Turnier um den vakanten Titel. Sein finaler Gegner Bruiser Brody war verletzt, so dass statt eines Finalkampfes am Ende des Turniers seine erste Titelverteidigung gegen seinen Bruder Terry Funk anstand. |        |
| 11 | Bruce Reed     | 1     | Juni 1981         | (32-91)   | Florida, Vereinigte Staaten     | Houseshow | Titelwechsel in Japan nicht anerkannt. |        |
| 12 | Dory Funk, Jr. | 2     | August 1981       | (71-130)  | Florida, Vereinigte Staaten     | Houseshow | |        |
| 13 | Bruiser Brody  | 1     | 9. Oktober 1981   | 23        | Tokio, Japan                    | Houseshow | |        |
| 14 | Dory Funk, Jr. | 3     | 1. November 1981  | 171       | Tokio, Japan                    | Houseshow | |        |
| 15 | Bruiser Brody  | 2     | 21. April 1982    | 374       | Tokio, Japan                    | Houseshow | |        |
| 16 | Jumbo Tsuruta  | 1     | 30. April 1983    | 1188      | Tokio, Japan                    | Houseshow | |        |
| 17 | Stan Hansen    | 1     | 31. Juli 1986     | 82        | Tokio, Japan                    | Houseshow | | [ 10 ] |
| 18 | Jumbo Tsuruta  | 2     | 21. Oktober 1986  | 523       | Tokio, Japan                    | Houseshow | |        |
| 19 | Bruiser Brody  | 3     | 27. März 1988     | 22        | Tokio, Japan                    | Houseshow | |        |
| 20 | Jumbo Tsuruta  | 3     | 18. April 1988    | 365       | Sendai, Japan                   | Houseshow | |        |
| –  | Vereinigt      | -     | 18. April 1989    | -         |                                 |           | Zusammen mit der PWF Heavyweight Championship und der NWA United National Championship zur Triple Crown Heavyweight Championship vereinigt.                                                                           |        |

## Titelstatistiken

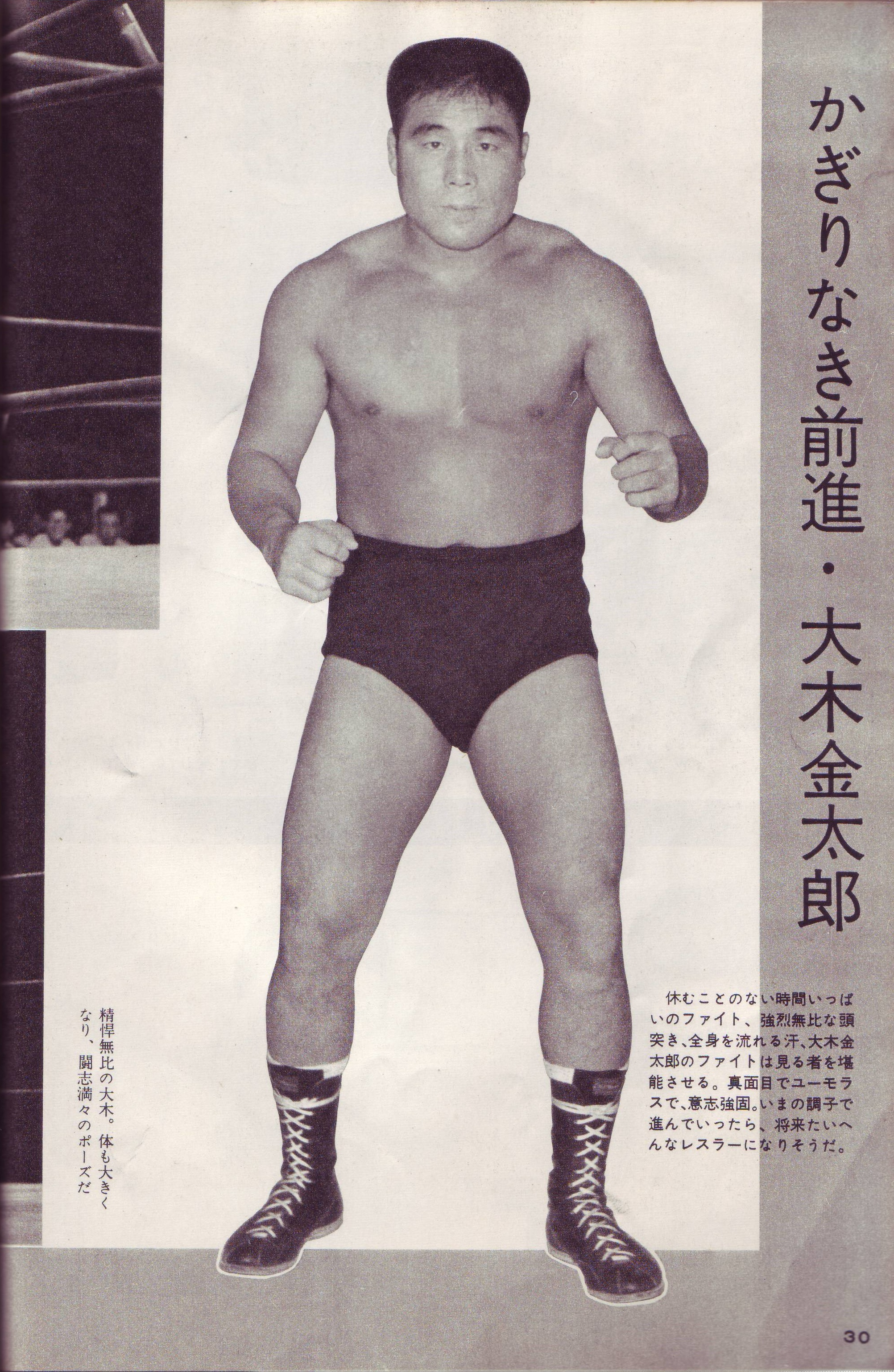
Kintaro Ohki hielt den Titel (nicht ganz legitim) 3052 Tage.

| Rang | Wrestler       | Anzahl | Tage    |
| ---- | -------------- | ------ | ------- |
| 1    | Kintaro Ohki   | 1      | 3052    |
| 2    | Giant Baba     | 3      | 2456    |
| 3    | Rikidōzan      | 1      | 2302    |
| 4    | Jumbo Tsuruta  | 3      | 2076    |
| 5    | Bruiser Brody  | 3      | 419     |
| 6    | Lou Thesz      | 1      | 299     |
| 7    | Dory Funk, Jr. | 3      | 242-301 |
| 8    | Stan Hansen    | 1      | 82      |
| 9    | Bruce Reed     | 1      | 32-91   |
| 10   | Gene Kiniski   | 1      | 16      |
| 11   | Bobo Brazil    | 2      | 5       |

## Amarillo-Version
Im Jahr 1960, während der Situation um den Thesz/Rikidōzan-Titel wurde in der NWA Amarillo, deren Territorium West-Texas umfasst, Sonny Myers als NWA International Heavyweight Championship ausgerufen. Angeblich hatte er den Titel im Juli 1960 in Japan gewonnen. Der Titel wurde nur im Gebiet von Amarillo verteidigt. Nach einer Lücke, die von 1961 bis 1974 anhält, in dem der Titel vermutlich keine Verwendung fand, wurde Ciclon Negro als neuer Champion aufgerufen. Angeblich habe er den Titel in Osaka, Japan in einem Turnier mit über 100 Wrestlern oder 81 Wrestlern, je nach Quelle, gewonnen. Das Turnier hat mit ziemlicher Sicherheit nie stattgefunden und basiert auf einem Zeitungsbericht eines lokalen Blattes. Danach wurde er allerdings wieder regulär verteidigt und von Wrestlern wie Terry Funk, Dick Murdoch und Ted Dibiase gehalten. Er wurde lediglich von diesem Territorium der NWA anerkannt, die 1981 schloss und blieb im Gegensatz zum vorgenannten Titel ohne größere Bedeutung.